# Povestea lui Johnny Cash
Povestea lui Johnny Cash (în engleză Walk the Line) este un film biografic dramatic muzical din 2005. Este regizat de James Mangold. Scenariul, scris de Mangold și Gill Dennis, se bazează pe două autobiografii ale compozitorului Johnny Cash. Filmul urmărește viața timpurie a lui Cash, relația sa romantică cu June Carter și ascensiunea sa pe scena muzicii country. În rolurile principale au interpretat actorii Joaquin Phoenix (Cash), Reese Witherspoon (Carter), Ginnifer Goodwin în rolul primei soții a lui Cash, Vivian Liberto, și Robert Patrick în rolul tatălui lui Cash. Filmul a primit trei premii Globul de Aur.

## Distribuție
- Joaquin Phoenix - Johnny Cash
- Reese Witherspoon - June Carter
- Ginnifer Goodwin - Vivian Cash
- Robert Patrick - Ray Cash
- McGhee Monteith - Reba Cash
- Dallas Roberts - Sam Phillips
- Dan John Miller - Luther Perkins
- Larry Bagby - Marshall Grant
- Shelby Lynne - Carrie Cash
- Tyler Hilton - Elvis Presley
- Waylon Payne - Jerry Lee Lewis
- Shooter Jennings - Waylon Jennings
- Sandra Ellis Lafferty - Maybelle Carter
- Dan Beene - Ezra Carter
- Clay Steakley - W.S. "Fluke" Holland
- Johnathan Rice - Roy Orbison
- Johnny Holiday - Carl Perkins
- Ridge Canipe - young J.R.
- Lucas Till - young Jack Cash